# Ionia (Iowa)
Ionia – miasto w Stanach Zjednoczonych, w stanie Iowa, w hrabstwie Chickasaw. W 2000 roku liczyło 277 mieszkańców.